# Barrio San Pedro
Barrio San Pedro, även El Espinal är en ort i kommunen San Simón de Guerrero i delstaten Mexiko i Mexiko. Samhället hade 389 invånare vid folkräkningen 2020.